# Héctor Maseda Gutiérrez
Héctor Fernando Maseda Gutiérrez (* 18. ledna 1943) je nezávislý kubánský novinář, původní profesí jaderný fyzik. V březnu 2003 byl v rámci kubánského Černého jara zatčen a údajně za jednání namířené „proti územní celistvosti státu“ poté odsouzen ke 20 letům vězení. Byl propuštěn po osmi letech věznění v únoru 2011.
Jako nezávislý novinář začal Héctor Maseda pracovat v roce 1995. O čtyři roky později pomáhal zakládat nezávislou tiskovou agenturu Grupo de Trabajo Decoro. Maseda sice vystudoval fyziku, ale napsal také mnoho článků věnujících se historii, ekonomii a kultuře, které byly vydávány v zahraničních médiích. Před svým zatčením rovněž psal o podmínkách, v nichž jsou na Kubě drženi političtí vězni.
Psát nepřestal ani poté, co se sám dostal do vězení. Podařilo se mu zde sepsat své paměti nazvané Enterrados vivos (Pohřbeni zaživa). Kniha byla pašována z vězení stránku po stránce a vydána ve Spojených státech v roce 2007.

## Rodina
Jeho manželkou byla Laura Pollán (1948–2011), zakladatelka opozičního hnutí Dámy v bílém. Jeho cílem bylo propuštění všech 75 mužů uvězněných během Černého jara, což bylo v březnu 2011 dosaženo. Hnutí nyní dál pokračuje ve svých aktivitách ve snaze o propuštění všech politických vězňů.

## Ocenění
- International Press Freedom Award (2008) – ocenění udělované každoročně Výborem na ochranu novinářů (CPJ) tvůrcům na celém světě, kteří zajišťují nezávislé zpravodajství za obtížných nebo nebezpečných podmínek.[2]